# Cinecitta’ Multiplexkino Nürnberg

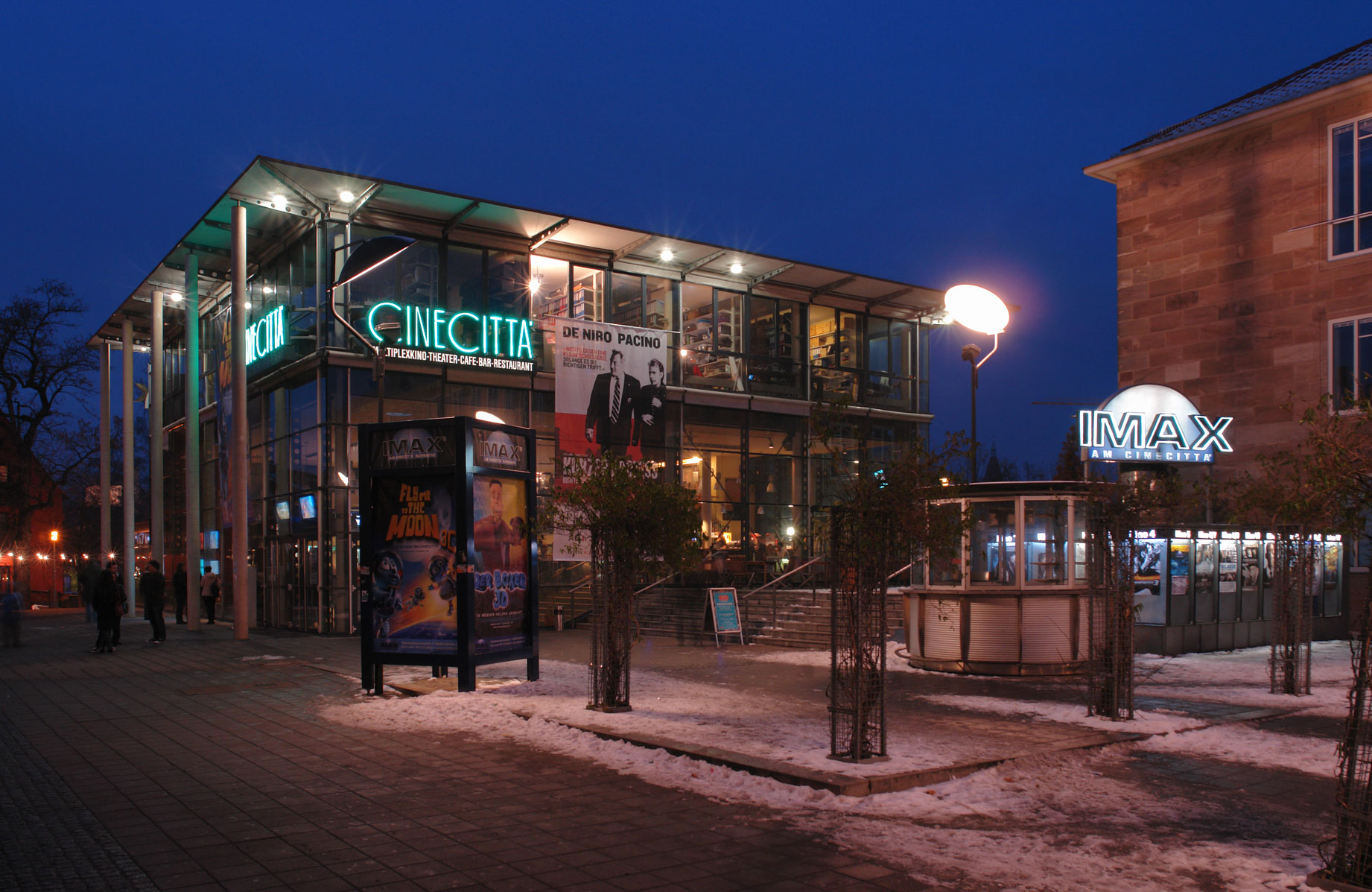
Cinecitta' bei Nacht

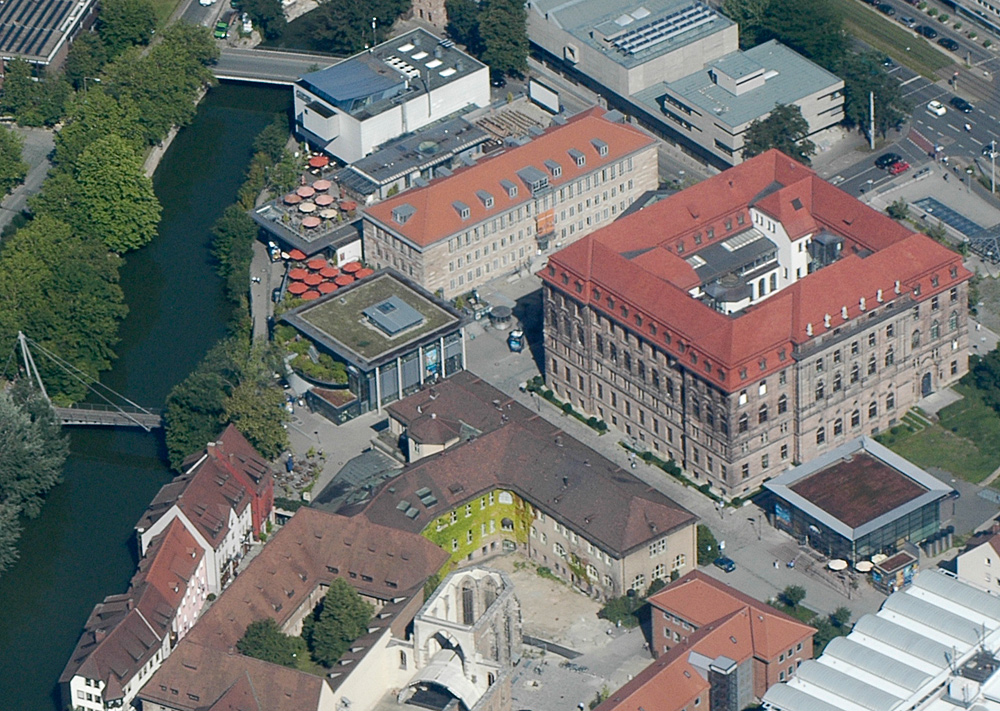
Luftaufnahme, 2009

Das Cinecitta in Nürnberg ist eines der größten Multiplex-Kinos in Europa. Es hat insgesamt 4.720 Plätze in 24 Kinosälen.

## Geschichte
1970 eröffnete Wolfram Weber, zusammen mit seinen Brüdern Eckard und Frank, mit der Meisengeige sein erstes Kino in Nürnberg. Es folgten weitere Kinos im Stadtgebiet (Atrium Filmpalast, Casablanca, Metropolis und das Manhattan im benachbarten Erlangen), bis Anfang der 90er die Planung für das Cinecitta'-Multiplexkino begann. Nachdem die Idee eines Neubaus der Stadtbibliothek Nürnberg mit integrierten Kinosälen aus Kostengründen von der Stadt verworfen worden waren, entschied sich Weber an dieser Stelle ein Multiplex-Kino zu bauen. Im Oktober 1995 fand die offizielle Eröffnung statt (Bauabschnitt 1) und das Cinecitta' entwickelte sich zum besucherstärksten Kino Deutschlands. 1997 wurde der zweite Bauabschnitt fertiggestellt. 1998 begann der Bau eines IMAX-Kinos, das 2001 eröffnet wurde. Daraufhin nannte sich Cinecitta' in „Megaplex-Kino“ um. Insgesamt kostete der Bau geschätzte 70 Millionen Euro. 
Heute umfasst das Kino zwei Eingangshallen mit 6 Kassen, 10 reguläre Kinosäle von verschiedenen Größen (zwischen 103 und 547 Sitzplätze), drei Studio-Kinos, 10 sogenannte Premiumkinosäle, drei Restaurants, einem Laden und neun Bars. Weiterhin sind ein Open-Air-Kino und Außenbereiche auf verschiedenen Ebenen in den Bau integriert.

## Konzept

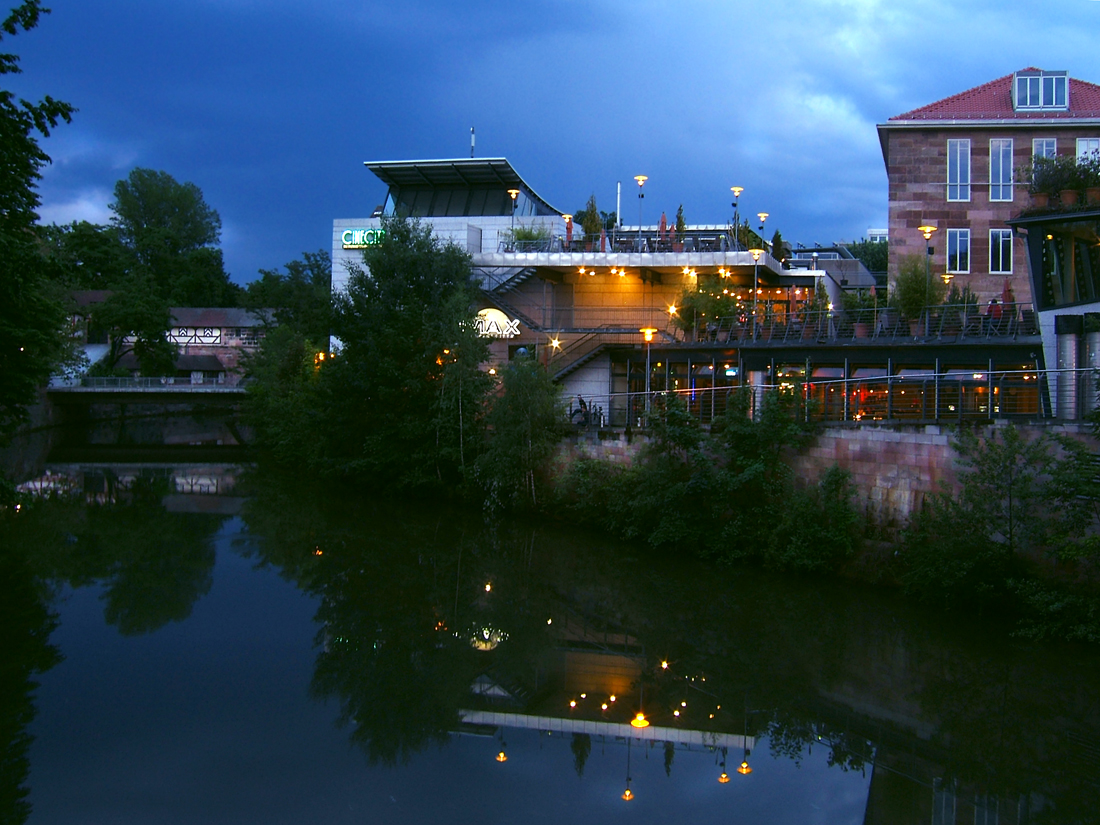
Cinecitta'-Komplex an der Pegnitz

### Städtebauliche und Architektur
Das Cinecitta' befindet sich am östlichen Rand der Nürnberger Altstadt an einer architektonisch schwierigen Stelle. Das Kino ist umgeben von historischer Bebauung, wie zum Beispiel dem mittelalterlichen Wall, dem Gewerbemuseum und der Ruine des Katharinenklosters. Daher ist der Bau, der vom Architekturbüro Detlev Schneider entworfen wurde, zurückhaltend gestaltet. Zu sehen sind nur die zwei gläsernen Eingangspavillons. Ein Großteil des ersten Bauabschnitts versteckt sich hinter dem Gebäude des Bildungszentrums und ist nur von der anderen Flussseite der Pegnitz zu sehen. An dieser Stelle wurde eine eigene Flusspromenade und eine neue Brücke geschaffen. Vor dem ersten Eingang und zwischen Stadtbibliothek Nürnberg und dem Gebäude des ehemaligen Gewerbemuseums sind Plätze entstanden. Ein großer Teil des Gebäudes wurde unterirdisch angelegt, um das historische Stadtbild zu schonen. In direkter Nachbarschaft befinden sich drei Parkhäuser und gastronomische Betriebe.
Das Cinecitta' ist Teil der Nürnberger Kulturmeile, die verschiedene Einrichtungen, wie Museen und historische Gebäude, zusammenfasst.
Nach dem Betreten der ersten Kassenhalle wird der Besucher über eine geschwungene Rampe auf die tiefergelegene Ebene geführt. Danach wird eine zentrale Foyerhalle passiert, um in einen der Kinosäle zu gelangen. Das Cinecitta' ist frei zugänglich und zu allen Seiten durch gläserne Fassaden geöffnet.
Das Cinecitta' verfügt in beiden Kassenhallen jeweils über eine Kaffeebar. Dazu kommen mehrere Foyerbars, die jeweils die Besucher der sich in der Nähe befindlichen Kinosäle mit Getränken und kleinen Speisen versorgen. Neben den Bars gibt es drei Restaurants, von denen sich zwei in einem benachbarten Gebäude befinden. 

### Kinosäle
Insgesamt besitzt das Cinecitta' 17 reguläre Kinosäle, die alle nach dem gleichen Konzept gestaltet worden sind. Sie sind steil ansteigend und die Sitzreihen sind konkav angeordnet. Die Leinwände sind gebogen und die sieben größten Säle sind THX-zertifiziert.
Einige Kinosäle besitzen eine spezielle Ausstattung. In drei Studio-Kinos, sehr kleinen Sälen, werden unter anderem Arthouse- und andere, weniger nachgefragte Filme gezeigt. Im Jahr 2013 wurde der bereits zuvor mit Dolby Atmos ausgerüstete Saal 16 in das erste Deluxe-Kino mit weniger, dafür elektrisch verstellbaren, bequemeren Sesseln und mit Getränke- und Snack-Service am Platz umgebaut. Ihm folgten die Säle 14 und 15, so dass diese Nummern in der Nummerierung der konventionellen Kinosäle inzwischen fehlen; verblieben sind die Nummern 1 bis 10. Bis 2014 existierte ein MAD (Maximale Adrenalin-Dosis) genanntes Motion-Ride-Kino. Dort bewegen sich die einzelnen Sitzplätze simultan zum Film. Inzwischen wurde aus ihm der vierte Deluxe-Saal.
Das komplett unterirdisch angelegte Cinemagnum 3D verfügt über 524 Sitzplätze, eine 610 m² großen Leinwand sowie eine 840 m²  großen Kuppelleinwand (Durchmesser 27 Meter). Die Kuppelleinwand wird auf Grund fehlender Filme und technisch schwer umsetzbarer Projektion jedoch nicht mehr genutzt. Der Bau hat ein Raumvolumen von ca. 20.000 m³ und eine Tiefe von mehr als 32 Metern.
| Name                 | Plätze | Leinwand   | Ton               | Projektion       | 3D | Sonderausstattung | Weiteres                               |
| -------------------- | ------ | ---------- | ----------------- | ---------------- | -- | ----------------- | -------------------------------------- |
| CINEMAGNUM           | 524    | ca. 610 m² | 7.1 & Dolby Atmos | Sony Quad 4k     | Ja |                   |                                        |
| Kino 1               | 544    | ca. 109 m² | 7.1 & Dolby Atmos | Digital Laser 4k | Ja | D-Box-Sitze       |                                        |
| Kino 2               | 319    | ca. 82 m²  | 7.1 & Dolby Atmos | Digital 4k       | Ja |                   |                                        |
| Kino 3               | 467    | ca. 109 m² | 7.1 & Dolby Atmos | Digital 4k       | Ja |                   |                                        |
| Kino 4               | 317    | ca. 72 m²  | 7.1 & Dolby Atmos | Sony Dual 4K     | Ja |                   |                                        |
| Kino 5               | 208    | ca. 38 m²  | 7.1 - Dirac Live  | Digital 4k       | Ja |                   |                                        |
| Kino 6               | 105    | ca. 27 m²  | 7.1 - Dirac Live  | Digital 4k       |    |                   |                                        |
| Kino 7               | 173    | ca. 34 m²  | 7.1 - Dirac Live  | Digital 4k Sony  |    |                   |                                        |
| Kino 8               | 141    | ca. 27 m²  | 7.1 - Dirac Live  | Digital 4k       |    |                   |                                        |
| Kino 9               | 139    | ca. 27 m²  | 7.1 - Dirac Live  | Digital 4k       |    |                   |                                        |
| Kino 10              | 186    | ca. 38 m²  | 7.1 & Dolby Atmos | Digital 4k       | Ja |                   |                                        |
| CINECITTA' Deluxe 1  | 120    | ca. 75 m²  | 7.1 & Dolby Atmos | Sony Dual 4k     | Ja |                   | ehem. Kino 16 (bis 2013)               |
| CINECITTA' Deluxe 2  | 105    | ca. 64 m²  | 7.1 & Dolby Atmos | Digital 4k       | Ja |                   | ehem. Kino 14/15                       |
| CINECITTA' Deluxe 3  | 49     | ca. 34 m²  | 7.1 & Dolby Atmos | Digital 4k       | Ja |                   | ehem. Kino 14/15                       |
| CINECITTA' Deluxe 4  | 63     | 55 m²      | 7.1 & Dolby Atmos | Samsung Onyx LED |    |                   | ehem. MAD                              |
| CINECITTA' Deluxe 5  | 31     | 17 m²      | 7.1 & Dolby Atmos | DLP 4K Laser     | Ja |                   | Blackbox in Cinemagnum Lobby (ab 2023) |
| CINECITTA' Deluxe 6  | 112    | ca. 50 m²  | 7.1 & Dolby Atmos | Digital 4k       |    |                   |                                        |
| CINECITTA' Deluxe 7  | 60     | ca. 38 m²  | 7.1 & Dolby Atmos | Digital 4k       |    |                   | ehem. Kino 17 (bis 2024)               |
| CINECITTA' Deluxe 8  | 64     | ca. 34 m²  | 7.1 & Dolby Atmos | Digital 4k       | Ja |                   | ehem. Kino 12/13 (bis 2024)            |
| CINECITTA' Deluxe 9  | 64     | ca. 34 m²  | 7.1 & Dolby Atmos | Digital 4k       | Ja |                   | ehem. Kino 12/13 (bis 2024)            |
| CINECITTA' Deluxe 10 | 162    | ca. 96 m²  | 7.1 & Dolby Atmos | Digital Laser 4k | Ja |                   | ehem. Kino 11 (bis 2024)               |
| Studio-Kino 1        | 33     | ca. 18 m²  | 7.1 - Dirac Live  | Digital 2k       |    |                   |                                        |
| Studio-Kino 2        | 47     | ca. 18 m²  | 7.1 - Dirac Live  | Digital 4k       |    |                   |                                        |
| Studio-Kino 3        | 43     | ca. 12 m²  | 7.1 - Dirac Live  | Digital 4k       | Ja |                   |                                        |
| Open Air             | 101    | ca. 24 m²  | 7.1 - Dirac Live  | Digital 2k       |    |                   |                                        |

## Auswirkungen auf die regionale Kinobranche

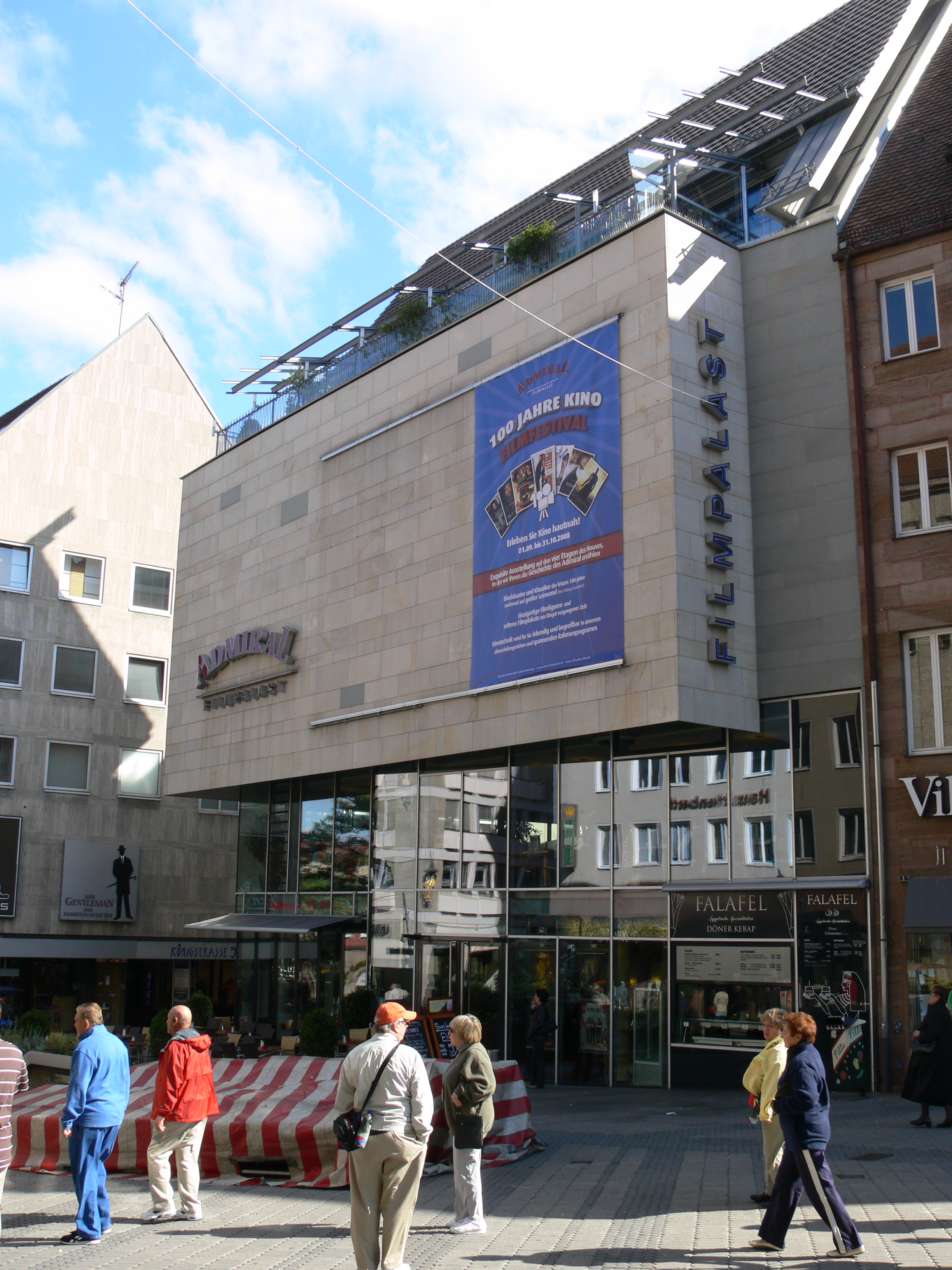
Neubau des Admiral-Filmpalasts von 2002

Der Erfolg des Cinecitta' hat zu tiefgreifenden Veränderungen des Besucherverhaltens in der Region Nürnberg geführt. Das Geschäft mit Mainstream-Filmen konzentriert sich heute sehr stark auf das Cinecitta'. Knapp vier Jahre nach der Eröffnung musste das Atlantik-Kino schließen, und das seit 1908 bestehende Admiral-Kino in der Fußgängerzone Königstraße war zur Modernisierung gezwungen. Im Jahr 2000 wurde das alte Gebäude dieses Innenstadtkinos abgerissen, zwei Jahre später wurde der Admiral-Filmpalast in einem Neubau an gleicher Stelle wiedereröffnet.
Auswirkungen hatte das Nürnberger Multiplexkino auch auf die Kinos im nahen Erlangen. Kinobesucher aus Erlangen und dem Umland fuhren vermehrt nach Nürnberg ins Kino. Dieser Trend ebbte erst mit der Eröffnung eines Cinestar-Multiplexkinos in Erlangen ab. Durch die starke Konkurrenz der beiden großen Kinos veränderte sich die alte Erlanger Kinolandschaft, es schlossen die UFA-Kinos Schauburg und Glocken-Lichtspiele, die Lamm-Lichtspiele wechselten den Eigentümer und wurden zu einem Programmkino umfunktioniert. Lediglich Webers eigenes Kino, das Manhattan, wurde weitergeführt und mit „multiplex-ähnlicher Ausstattung“ (neue, nicht klappbare Sitze, neue Audioinstallation) versehen. Der Fokus der gezeigten Filme verschob sich dabei immer mehr in Richtung Programmkino. Zeitweise wurden auch digital projizierte Reisedokumentationen von DVD gezeigt.
Wolfram Weber ist immer noch Betreiber der Programmkinos Meisengeige und Metropolis. Das Manhattan in Erlangen gab Weber im Oktober 2007 an den Betreiber des Erlanger Programmkinos Lamm-Lichtspiele, Peter Zwingmann, ab. Der Atrium-Filmpalast wurde am 9. Oktober 2008 und das Casablanca am 26. März 2009 aufgrund rückläufiger Besucherzahlen geschlossen, das Casablanca jedoch von einem Freundeskreis renoviert und nach einigen Monaten wieder eröffnet. Die beiden anderen Programmkinos Meisengeige und Metropolis wurden im November 2008 auf digitale Kinoprojektion umgerüstet und sind weiterhin in Betrieb. Im Jahr 2017 wurde das Manhattan in Erlangen erneut an das Cinecitta' vermietet, woraufhin Sanierung und Umbauten stattfanden, um dort drei Deluxekinosäle samt Café zu betreiben.
Das große Einzugsgebiet der Stadt und die überdurchschnittliche Kaufkraft der Region führte dazu, dass nach der Eröffnung die Kinobesuche sprunghaft anstiegen. Im Jahr 2004 gingen die Nürnberger im Durchschnitt 4,4-mal ins Kino, während der Bundesdurchschnitt bei 1,9 jährlichen Kinobesuchen lag. Von 2,2 Millionen jährlichen Kinobesuchen in Nürnberg entfallen etwa 1,8 Millionen auf das Cinecitta'. Davon sind ungefähr 270.000 Besuche dem IMAX am Cinecitta' zuzurechnen. Im Jahr 2001 begrüßte das Kinozentrum seinen 10-millionsten Kunden und sechs Jahre später, am 20. Januar 2007, den 20-millionsten. Fast genau drei Jahre später, am 10. Januar 2010, wurde der 25-millionste Besucher gezählt. Das IMAX fuhr acht Wochen nach der Eröffnung einen europaweiten Besucherrekord (140.000) ein.

## Filmfestivals
Das Cinecitta' ist Austragungsort folgender internationaler Filmfestivals:
- Filmfestival Türkei/Deutschland
- Deutscher Menschenrechts-Filmpreis
- Fantasy Filmfest: Internationales Festival für Science Fiction, Horror und Thriller
- Mittelfränkisches Jugendfilmfestival
- Polnische Filmwoche
- Queerfilmfestival[7]

## Digitales Kino im Cinecitta'
Zur Premiere des Films Star Wars: Episode III – Die Rache der Sith im Jahr 2005 erhielt das das Cinecitta' als einziges Kino in Bayern und als eines von neun Kinos in Deutschland zwei digitale 2K-Projektoren der britischen Firma Christie und nahm am europäischen Testrollout des Films teil. Als sich am Eröffnungswochenende 93 % der Besucher für die digitale Fassung des Films entschieden, gab das Cinecitta' bekannt, weitere Projektoren zu kaufen. Eine Testinstallation im IMAX zeigte, dass auch die Projektion auf die 600 m² große Leinwand laut Betreiber ohne für das Publikum sichtbaren Qualitätsverlust möglich sei. Projiziert werden können auch Filme in 3D, die mit einer speziellen Brille betrachtet werden. Die Einführung digitaler Projektion ging mit einer Preiserhöhung für digital projizierte Vorstellungen einher. Der Betreiber rechtfertigte dies mit den hohen Investitionskosten für die digitalen Projektionsanlagen. Mitte 2008 wurden alle Kinosäle mit digitalen Projektoren ausgestattet, was das Cinecitta' zum ersten volldigitalen Multiplexkino in Deutschland gemacht hat.

## Belege
1. ↑  Informationen. cinecitta.de, abgerufen am 31. März 2024.
2. ↑  September-Geburtstag Teil 2: Die Meisergeige. Abgerufen am 4. September 2023.
3. ↑  25 Jahre CINECITTA' - Die Geschichte. Abgerufen am 4. September 2023.
4. ↑   Cinemagnum 3D (Memento vom 5. Januar 2011 im Internet Archive) auf Rundkino.com
5. ↑  Kino-Saal-Infos. Abgerufen am 23. Dezember 2024 (Auch Historie auf archive.org).
6. ↑  CINECITTA‘ Deluxe – Kino für Genießer. Abgerufen am 23. Dezember 2024 (Auch Historie auf archive.org).
7. ↑  Kinos auf queerfilmfestival.net, abgerufen am 19. Juni 2022

Koordinaten: 49° 27′ 7″ N, 11° 5′ 0″ O